# Founex
Founex – miejscowość i gmina (commune) w zachodniej Szwajcarii, w kantonie Vaud, w okręgu (district) Nyon. Leży nad Jeziorem Genewskim.   

## Demografia
W Founex mieszka 3775 osób. W 2021 roku 40,7% populacji gminy stanowiły osoby urodzone poza Szwajcarią.

## Transport
Przez teren gminy przebiegają drogi główne nr 1 i nr 121. 